# Aeschynanthus curtisii
Aeschynanthus curtisii är en tvåhjärtbladig växtart som beskrevs av Charles Baron Clarke. Aeschynanthus curtisii ingår i släktet Aeschynanthus och familjen Gesneriaceae. Inga underarter finns listade i Catalogue of Life.